# Закон дії факторів Тінемана
Закон дії факторів Тінемана — подальший розвиток О. Тінеманом (1926) і перенесення закону мінімуму Лібіха на увесь біоценоз. За цим законом, склад біоценозу по видах і чисельності особин визначається тим фактором середовища, який в найбільшій мірі наближається до песимуму.